# 1855 no Brasil
No ano de 1855 no Brasil, haviam se passado 355 anos desde a Descoberta e 33 anos desde a Independência do Brasil.

## Incumbente
- Imperador – D. Pedro II (9 de abril de 1831-15 de novembro de 1889)

## Eventos
- Enchentes assolaram a Província de Santa Catarina.[1]
- A obra Noite na Taverna, aclamada no Ultrarromantismo e apreciada na Literatura gótica, escrita por Álvares de Azevedo, é lançada de maneira póstuma após três anos da morte do escritor.
- 12 de janeiro: Machado de Assis publica as poesias Ela e A Palmeira.[2][3]
- 17 de março: Aracaju, atual capital do Sergipe, é fundada. O então presidente da Província de Sergipe, Inácio Joaquim Barbosa, transferiu a capital de Sergipe, que antes era São Cristóvão, para Aracaju.
- 19 de setembro: A Lei eleitoral é reformada.

## Nascimentos
- 2 de janeiro: Urbano Duarte de Oliveira, militar, jornalista, e dramaturgo (m. 1902).
- 5 de janeiro: Raimundo Teixeira Mendes, filósofo e matemático brasileiro (m. 1927).